# Jaap van Ginneken (psycholoog)

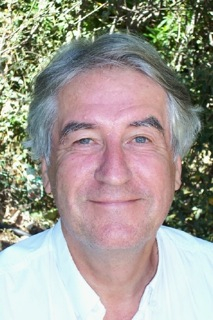
Jaap van Ginneken, 2009

Jaap van Ginneken Jr. (Hilversum, 8 september 1943) is een Nederlandse psycholoog en communicatiewetenschapper.

## Opleiding
Jaap van Ginneken, zoon van klankregisseur/geluidstechnicus Jaap van Ginneken en Bé van de Kasteele, volgde de HBS aan het Sint Vituscollege in Bussum. Hierna studeerde hij psychologie aan de Radboud Universiteit in Nijmegen en behaalde hij er het kandidaatsexamen. Aansluitend behaalde Van Ginneken het doctoraalexamen sociale psychologie (gedragsleer) aan de Universiteit van Amsterdam. In 1989 promoveerde hij cum laude op een proefschrift over het ontstaan van de politieke en massapsychologie.

## Vroege journalistiek
In de jaren zeventig was Van Ginneken tijdelijk een zijpad ingeslagen, vestigde zich als journalist in Parijs, en reisde van daaruit veel naar ontwikkelingslanden. Hij sympathiseerde met hun verzet tegen voortgaande afhankelijkheid en met hun bevrijdingsbewegingen. Twee vroege boeken over nieuwe conflicten die vervolgens binnen China ontstonden, en met buurland Vietnam (De linkse stroming in China, en De derde Indochinese oorlog), werden ook in het Engels, Japans en Chinees vertaald. Hij vond zich uiteindelijk toch te veel fellow-traveller geworden, daarom keerde hij uiteindelijk terug naar zijn eigenlijke vak.

## Wetenschappelijke carrière
Zijn wetenschappelijke werk vanaf dat moment beslaat drie verschillende thema's. Ten eerste wetenschapsgeschiedenis, ten tweede sociale, politieke en massapsychologie, en ten derde mediabeelden van andere culturen.
Aanvankelijk bestond dat eerste uit onderwijs over de geschiedenis van de algemene psychologie aan de Universiteit Leiden, en een onderzoek voor NWO aan de Rijksuniversiteit Groningen, over sociale psychologie, opinie- en attitude onderzoek. Onlangs schreef hij in het verlengde daarvan nog voor het 75-jarig jubileum van het Nederlands Instituut van Psychologen (NIP) het boek Van Big Brother tot hersenhype - De psycholoog in de praktijk.
Nadien was hij langdurig verbonden aan de afdeling communicatiewetenschappen van de Universiteit van Amsterdam en de voorloper van de latere Graduate School of Social Science. In deze periode schrijft Van Ginneken over de geschiedenis van de sociale psychologie, de politieke psychologie en de massapsychologie. Inmiddels heeft hij ook een biografie voltooid van Kurt Baschwitz, de Duits-Nederlandse en joodse pionier van de journalistenopleiding, communicatiewetenschap en massapsychologie. Deze laatste drie opnieuw in zowel Engels als Nederlands. Deze thema's zelf bespreekt hij ten tweede in de context van onder andere de sociale invloeden, de massacommunicatie, de sociale media, management en zelforganisatie. Hij zocht bijvoorbeeld dwarsverbanden tussen zelforganisatie en het functioneren van diergroepen, zoals in het boek De kracht van de zwerm. Twee recente boeken gingen over curieuze aspecten van leiderschap.

Een derde thema van zijn academische werk richtte zich op beeldvorming van de culturele identiteit in de dagelijkse interactie, maar ook op het perspectief van de wereldwijde vrije nieuwsgaring, blockbuster-speelfilms, comics (stripverhalen) en de zogenoemde botsende beschavingen. Hierover leverde hij bijdragen aan diverse tentoonstellingen en televisieseries.
Van Ginneken woonde sinds 2004 in Zuid-Frankrijk. Aanvankelijk was hij enkele jaren associate professor aan de Ceram Business School in het Sophia Antipolis Brainpark nabij Nice, later richtte hij zich volledig op het schrijven van boeken, en het beroepsmatig spreken daarover. In 2020 verhuisde hij terug naar Nederland, naar Amersfoort.

## Boeken
- Het Kuifje Complex - Pol-Psy auto-bio van een Mei 68-er. ABC American Book Center, 2024 (memoires). ISBN 9789083375168.
- Grillig - Klimaat, chaos en publieke opinie. Een radicaal andere visie. Walburg/Mazirel Pers, 2022 (update van Brein-bevingen met andere focus en casussen). ISBN 9789462499782. (Engels: Climate, chaos and collective behaviour – A rising fickleness (Frontiers of globalisation series). Palgrave MacMillan, 2022.)
- Kurt Baschwitz - Peetvader van Journalistiek en Communicatie. 2018, AMB, ISBN 9789079700912. (Uitgebreide academische Engelse versie: Kurt Baschwitz - A Pioneer of Communication Studies and Social Psychology. 2017, Amsterdam University Press, ISBN 9789462986046.)
- Het profiel van de leider - De oerkenmerken van invloed en overwicht. 2015, Business Contact, ISBN 9789047008477. (Engels: The Profile of Political Leaders).
- Van Big Brother tot hersenhype - De psycholoog in de praktijk (t.g.v. 75e verjaardag Ned. Inst. v. Psychol. NIP). 2013, Uitgeverij Boom, ISBN 9789461058867.
- Verleidingen aan de top - De psychologie van de macht. 2013, Business Contact, ISBN 9789047006428. (Engels: The Psychology of Power ).
- Stranger Danger and the Epidemic of Fear - On the psychology of recent Western reactions to others. 2013, Boom Lemma Uitgevers, ISBN 9789490947903.
- Het enthousiasmevirus - Hoe gevoelens zich explosief verspreiden nu iedereen online is. 2012, Business Contact, ISBN 9789047004851. (Engels: Mood contagion - Mass Psychology and Collective Behaviour Sociology in the Internet Age. 2013, Eleven International Publishing, ISBN 9789462360853 ).
- Verborgen verleiders - Hoe de media je sturen. 2011, Boom Lemma Uitgevers, ISBN 9789059316911.
- Gek met geld - Over financiële psychologie. 2010, Business Contact, ISBN 9789047003793.
- De kracht van de zwerm - Zelfsturing in de organisatie. 2009, Business Contact, ISBN 9789047001706.
- Handboek wereldburger - Inleiding interculturele communicatie. 2008, Boom Lemma Uitgevers, ISBN 9789047300366.
- Mass movements in Darwinist, Freudian and Marxist perspective : Trotter, Freud and Reich on war, revolution and reaction, 1900-1933, 2007, Het Spinhuis, ISBN 978-90-5589-279-2
- Strijden om de publieke opinie - Issues management bij schokgolven. 2006, Boom Lemma Uitgevers, ISBN 9789047300786. (Eerder: Schokgolf, 2002).
- Exotisch Hollywood - Verbeelding van andere culturen in recente succesfilms. 2006, Uitgeverij Boom, ISBN 9789085060802. (Engels: Screening difference ).
- Het mysterie monarchie - Een interview met het Nederlandse volk. 2003, Uitgeverij Boom, ISBN 9789053529058.
- Striphelden op de divan - De ontraadseling van de complexen van Asterix, Babar, Donald, Kuifje en Superman. 2002, Uitgeverij Nieuwezijds, ISBN 9789057121371.
- De schepping van de wereld in het nieuws - De 101 vertekeningen die elk 1 procent verschil maken. 2002, Kluwer, ISBN 9789014092737. (Engels: Understanding Global News ; ook in Chinees, ongeauthoriseerd.)
- Brein-Bevingen - Snelle omslagen in opinie en communicatie. 1999, Boom Lemma Uitgevers, ISBN 9789053525456. (Engels: Collective Behavior and Public Opinion).
- De uitvinding van het publiek : de opkomst van het opinie- en marktonderzoek in Nederland, 1993, Cramwinckel, ISBN 90-71894-50-9.
- De verbeelding van de psychokundige (in cartoons), 1991, Swets & Zeitlinger, ISBN 90-265-1178-7.
- (red., met Jeroen Jansz), Psychologische praktijken : een twintigste-eeuwse geschiedenis, 1986, VUGA, ISBN 90-6095-548-X.
- (red., met Ruud Kouijzer), Politieke psychologie: inleiding en overzicht, 1986, Samsom, ISBN 90-14-03535-7.
- De derde Indochinese oorlog: De konflikten tussen China, Vietnam, Laos en Cambodja, 1979, Sjaloom. (ook Engels, Japans).
- Inleiding tot Charles Bettelheim, Vragen over China na de dood van Mao Zedong, 1979, Van Gennep, ISBN 90-6012-398-0.
- De linkse stroming in China, 1974, Van Gennep. (Engelse en Amerikaanse vertalingen: The rise and fall of Lin Piao, ook in Japans, en Chinees ongeauthoriseerd).
- Over de samenstelling van het gezamenlijke "Provo" archief van het Seminarium voor Massapsychologie, Openbare Mening en Propaganda en de Universiteitsbibliotheek, 1969, Seminarium voor Massapsychologie, Openbare Mening en Propaganda UvA. (Bij doct. onderzoek en doct. scr. over de Provo "happenings" en relletjes, 1970).

## Oudere brochures
- Propaganda in de hedendaagse Westerse wereld: verspreide artikelen Jaap van Ginneken 1980-1988, 1989.
- Ideologie en beroepsopvatting van journalisten, 1986, Landbouwuniversiteit Wageningen, ISBN 90-6944-032-6.
- Het Koreaanse conflict: Enkele achtergronden, 1977, Sjaloom.
- Voedsel- en landbouwbrochure naar aanleiding van de VPRO-marathon-eetshow: uitgezonden op 11 februari 1976, 1976, VPRO.
- 25 jaar Nato: 1949-1974: de Koude Oorlog als rechtvaardiging voor de re-kolonisering van de derde wereld, 1974, Sjaloom.
- De Tupamaros, 1971, Sjaloom.
- Fidel Castro, 1970, Sjaloom.